# Giorno dell'indipendenza della Corea
Il giorno dell'indipendenza della Corea (conosciuto come Gwangbokjeol 광복절?, 光復節?; "Giornata della luce tornata" in Corea del Sud e come Chogukhaebangŭi nal 조국해방의 날?; "Giorno della liberazione della patria" in Corea del Nord), è una festa nazionale, che si tiene annualmente in Corea, in memoria dell'indipendenza dal Giappone.
Sia la Corea del Nord che la Corea del Sud fanno decorrere l'indipendenza dal 15 agosto 1945, giorno della dichiarazione di resa del Giappone annunciata dall'imperatore Hirohito ufficializzata il 2 settembre anche se il Giappone mantenne la sovranità amministrativa per l'intera Corea, almeno nel sud, di fatto fino al 12 settembre 1945 e di diritto fino all'entrata in vigore del Trattato di pace di San Francisco il 28 aprile 1952. Prima del 15 agosto, infatti, la Corea faceva parte dell'Impero giapponese sotto il nome di Provincia del Chōsen. 
Nella Corea del Sud, inoltre, in questo giorno si commemora anche l'inizio della Repubblica del 1948.

## Storia
Dopo la liberazione della penisola coreana da parte degli Alleati nel 1945, vengono creati due governi indipendenti nel 1948: il filoamericano Syngman Rhee è eletto primo presidente della Corea del Sud e il filosovietico Kim Il-sung è dichiarato primo ministro della Corea del Nord.
Il giorno dell'indipendenza è stato designato ufficialmente come giorno festivo il 1º ottobre del 1949 in Corea del Sud ed è stato chiamato Chogukhaebangŭi nale (조국해방의 날 ) nella Corea del Nord.